# フォージFC
フォージFC（Forge FC）は、カナダのプロサッカークラブである。オンタリオ州ハミルトンを本拠地とし、ホームスタジアムはティム・ホートンズ・フィールズである。カナディアン・プレミアリーグに所属している。

## 歴史
カナダでプロサッカーリーグが発足するという報道が出た2013年6月には、早くもハミルトンでのプロサッカーチームの設立が決定していた。CFL、ハミルトン・タイガーキャッツのオーナーであるボブ・ヤングは、CFLを中心とした投資家グループの一員として、カナダサッカー協会とヴィクター・モンタリアーニ会長と協力していた。
2016年2月、オーナーグループはサッカー等で年間を通して使用できるように、ティム・ホートンズ・フィールズのピッチにドームを建てる許可をハミルトン市議会に求めた。カナディアン・プレミアリーグが正式に発表された際、ハミルトンのクラブがフラッグシップ・フランチャイズになることが明らかになった。

## タイトル
- カナディアン・プレミアリーグ : 2019,2020

## 過去の成績
| 年   | リーグ | リーグ                       | リーグ | リーグ | リーグ | リーグ | リーグ | リーグ | リーグ | リーグ | リーグ   | リーグ | プレーオフ | CC        | 大陸大会       | 大陸大会     | 観客動員数 | 最多得点選手           | 最多得点選手 |
| 年   | Div    | リーグ                       | 試     | 勝     | 分     | 敗     | 得     | 失     | 差     | 勝点   | 平均勝点 | 順位   | プレーオフ | CC        | 大陸大会       | 大陸大会     | 観客動員数 | 選手                   | 得点数       |
| ---- | ------ | ---------------------------- | ------ | ------ | ------ | ------ | ------ | ------ | ------ | ------ | -------- | ------ | ---------- | --------- | -------------- | ------------ | ---------- | ---------------------- | ------------ |
| 2019 | 1      | カナディアン・プレミアリーグ | 28     | 17     | 5      | 6      | 45     | 26     | +19    | 56     | 2.00     | 2位    | 優勝       | 2回戦敗退 | CONCACAFリーグ | ベスト16     | 6,872      | トリスタン・ボルジェス | 13           |
| 2020 | 1      | カナディアン・プレミアリーグ | 10     | 5      | 4      | 1      | 17     | 10     | +7     | 19     | 1.90     | 1位    | 優勝       | 準優勝    | CONCACAFリーグ | 準々決勝敗退 | N/A        | Daniel Krutzen         | 4            |
| 2021 | 1      | カナディアン・プレミアリーグ | 28     | 16     | 2      | 10     | 39     | 24     | +15    | 50     | 1.79     | 1位    | 準優勝     | ベスト4   | CONCACAFリーグ | ベスト4      | 4,335      | モラム・バブリ         | 10           |